# Repos hebdomadaire
Le repos hebdomadaire est un temps de repos d'une journée chaque semaine, imposé par une autorité.

## Historique
Il est généralement admis que les civilisations premières vivaient en travaillant deux ou trois jours par semaine, mais le droit à une journée de repos n'existait pas dans l’Égypte antique.
Les Égyptiens, les Chinois et les Grecs groupaient les jours en décades.
La division du temps en période de sept jours semble avoir été utilisée par les Chaldéens.
En Mésopotamie, le chiffre 7 était considéré comme néfaste et il était recommandé de ne rien entreprendre les 7, 14, 21 et 28 du mois. On peut remarquer que 7 jours correspondent approximativement à un « quartier » de lune.
Dans l'Empire romain le décompte en ides et calendes, qui comprenait une semaine de huit jours ou nundines, fut remplacé par la semaine telle que nous la connaissons aux alentours du IIIe siècle. La religion du Soleil Invaincu crée un jour de repos hebdomadaire, mais s'adresse davantage aux militaires qu'aux civils. Si elle n'est pas particulièrement mise en avant par la propagande impériale de Dioclétien (284-305) et de la Tétrarchie (293-306), on voit qu'au début du IVe siècle elle était toujours vivace dans l'armée puisque l'empereur Constantin Ier (306-337), fervent adorateur de ce dieu, fera frapper sur les monnaies la légende « Soli Invicto Comiti », « Au Soleil invaincu qui m'accompagne ». C'est lui qui, par une loi du 7 mars 321, fera du « Jour du Soleil », correspondant au dimanche (cf. Sonntag, de Sonne, soleil, et Tag, jour, en allemand), le jour du repos hebdomadaire (Code Justinien 3.12.2).

## Dans les religions
De nombreuses religions imposent un tel temps. Ainsi, le christianisme considère-t-il le dimanche comme un jour à consacrer à la religion, correspondant à la commémoration de la résurrection de Jésus, le dimanche de Pâques.
Toutefois, les adventistes du septième jour considèrent le samedi comme le jour de repos, ils respectent le sabbat, contrairement à d'autres chrétiens. Cela avait un intérêt social car cela permettait de s'assurer qu'il n'y avait pas d'abus des maîtres ou employeurs [réf. nécessaire].
Le judaïsme impose l'absence totale d'activité le jour du shabbat, qui correspond au septième jour de la création du monde dans la Genèse et qui ne peut être consacré qu'à la prière.
Les musulmans ont le vendredi comme jour de repos, consacré également à la prière. Dans certains États, il existe un Repos hebdomadaire le vendredi.

## Législation
Cette obligation a été laïcisée et incorporée dans la législation de nombreux pays.

### France
Le repos dominical est rendu obligatoire par une loi après le mouvement social issu de la catastrophe de Courrières (plus de mille morts, plus de 60 000 grévistes). Il est actuellement réglementé par les articles L.3132-1 et suivants (anciennement L.221-2 à L.221-5) du Code du travail.
Tout salarié doit bénéficier, pendant la semaine civile (qui débute le lundi à 0h pour s'achever le dimanche à minuit), d'au minimum un jour de repos (24 h) couplé à un repos quotidien (11 h). Ce jour de repos est donné en principe le dimanche, sauf dans les cas prévus par la loi.. Il est donc interdit d'employer un salarié plus de six jours par semaine.
Le non-respect des dispositions sur le repos hebdomadaire est passible d'une amende de 1 500 € par infraction constatée (art. R. 262-1 du Code du travail).
Durant la Seconde Guerre mondiale, le maire était habilité à remettre en cause le repos. Ainsi, le 5 septembre 1939, trois jours après la mobilisation générale, celui de Rennes suspend celui des boulangers .

### Afrique et Moyen-Orient
Dans le monde, quatre pays ont instauré leur week-end les jeudi et vendredi : Arabie saoudite, Oman, Libye et Algérie (pour ce dernier, les choses dépendent du secteur: privé ou public). L'Algérie a instauré le week-end du vendredi et samedi depuis le 14 août 2009. L'Arabie saoudite a modifié les jours de repos hebdomadaire pour vendredi et samedi depuis le 24 juin 2013. Certains autres pays de la région Moyen-Orient : Afrique du Nord sont passés à la formule vendredi et samedi (c'est le cas de l'Égypte par exemple). Les autres sont dans la formule « classique » du samedi et dimanche (cas du Maroc, de la Tunisie par exemple: un temps est cependant laissé pour accomplir la prière du vendredi).
La Gambie a instauré depuis le 1er février 2013 l'exception d'une semaine de travail de quatre jours. Le week-end s'étend ainsi pour trois jours : du vendredi au dimanche.